# Référendum danois de 2000

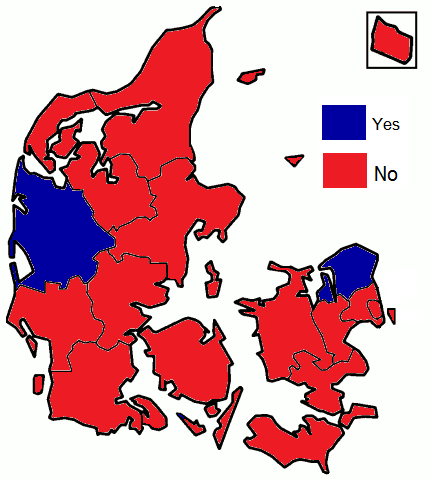
Résultats du référendum danois de 2000 dans chacun des anciens amter (départements) du royaume :
Oui (Ringkjøbing, Frederiksborg)
Non (tous les autres départements)

Le référendum danois de 2000 est un référendum ayant eu lieu au Danemark le 28 septembre 2000. Il porte sur l'adhésion du Danemark à la zone euro. Le référendum est rejeté, avec 53,2 % de voix, soit 1 842 814 votants, contre 1 620 353 votes souhaitant l'adhésion. La participation a été de 87,6 %.

## Résultats
| Choix                  | Votes     | %     |
| ---------------------- | --------- | ----- |
| Pour                   | 1 620 353 | 46,79 |
| Contre                 | 1 842 814 | 53,21 |
|                        |           |       |
| Votes valides          | 3 463 167 | 98,85 |
| Votes invalides        | 9 364     | 0,27  |
| Votes blancs           | 30 994    | 0,88  |
| Total                  | 3 503 525 | 100   |
| Abstention             | 495 800   | 12,40 |
| Inscrits/Participation | 3 999 325 | 87,60 |

## Conséquences
L'euro connait une chute de sa valeur au cours de la journée du vote, à la suite des premiers sondages de sortie des urnes, avant de voir son cours se rétablir rapidement du fait des rumeurs d'intervention de la Banque centrale européenne.